# 東神戸駅
東神戸駅（ひがしこうべえき）は、兵庫県神戸市中央区（当時は葺合区）に、国道2号（阪神国道）上を走っていた路面電車である阪神国道線の終着駅として設けられた停留場。接続路線であった神戸市電の脇浜町電停（わきのはまちょうでんてい）についても解説する。

## 概要
1927年の開設時は神戸東口と称し、その名のとおり神戸市の東部、脇浜町に位置した（現在の灘区の部分が神戸市に編入されたのは1929年のことである）。国道線の停留場は基本的にプラットホームや安全地帯を持たず、この東神戸でも直接地上から乗降を行っていた。配線は2線で、駅の野田寄りに両渡り線が設けられており、分岐器操作のために道路端に操車塔が設けられていた。
前述の通り、東神戸駅が神戸市の中心地から離れていたので、神戸市は国道線との接続を図る目的で市電の新線を敷設することとなり、1933年には一部区間が開業した。これに伴って敏馬電停（みるめでんてい）が開業、後に脇浜二丁目電停（わきのはまにちょうめでんてい）を経て脇浜町電停（わきのはまちょうでんてい）に改称されることとなる。1935年には国道2号線の三宮延長を受けて全通、東部国道線として営業を開始した。停留所には線路が2本敷かれており、両渡り線を備えた。線路は末端部で国道線と接続され、みなとの祭開催時には神戸市電の花電車がこれを利用して国道線の山打出電停まで乗り入れた（神戸市内東側にも花電車を走らせた場合は芦屋市に入った山打出まで入らないと折返しが不能であったため）。
しかし昭和30年代に入るとモータリゼーションの影響を受け、市電、国道線とも利用者が低迷するようになる。まず東部国道線が1968年4月に廃止された。阪神国道線のほうも、同年に岩屋まで開通した国道43号と交差していたことから、1970年の万国博覧会の開催に際して予想された道路混雑を軽減する目的で前年の1969年に西灘 - 東神戸間がいち早く廃止され、ここに東神戸駅は廃止となった。阪神国道線の神戸市内区間（西灘以東）は4年4か月後の1974年3月17日に廃止されている（上甲子園以東の全廃は1975年5月）。
位置としては阪神本線岩屋駅の南側で、阪神バス西宮神戸線敏馬停留所が近くにある。

## 歴史
- 1927年（昭和2年）7月1日 - 阪神国道線神戸東口駅（→東神戸駅）が開業[1]。
- 1932年（昭和8年）9月21日 - 神戸市電東部国道線敏馬（→脇浜町） - 脇浜三丁目間が開業[2]。
- 1935年（昭和10年）1月1日 - 神戸市電東部国道線が全通[2]。
- 1968年（昭和43年）4月21日 - 神戸市電東部国道線三宮阪神前 - 脇浜町間廃止[2]。
- 1969年（昭和44年）12月14日 - 阪神国道線東神戸 - 西灘間廃止[1]。

## 隣の駅
阪神電気鉄道
国道線
東神戸駅 - 西灘駅
神戸市交通局
東部国道線
脇浜三丁目電停 - 脇浜町電停